# Juryj Žaŭnoŭ
Juryj Uladzimiravič Žaŭnoŭ (in bielorusso Юрый Уладзіміравіч Жаўноў?; in russo Юрий Владимирович Жевнов?, Jurij Vladimirovič Ževnov; traslitterazione anglosassone: Yuri Zhevnov; Dobruš, 17 aprile 1981) è un ex calciatore bielorusso, di ruolo portiere, preparatore dei portieri dello Zenit San Pietroburgo.
Assieme a Vincent Enyeama, Andrés Palop, Peter Schmeichel, Gilbert Bodart e Marco Amelia rientra nella ristretta cerchia dei portieri che sono riusciti a realizzare una rete su azione in Coppa UEFA/UEFA Europa League.

## Biografia
Possiede la doppia cittadinanza russa e bielorussa.

## Carriera

### Club

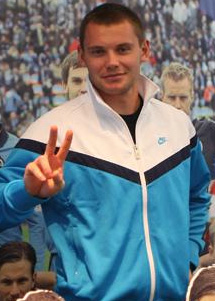
Jury Žaŭnoŭ

Zhevnov iniziò la sua carriera nella terza divisione. Nel 2000 fu ingaggiato dal BATE Borisov. Durante i preliminari per la Coppa UEFA 2001-2002 segnò una rete contro la Dinamo Tbilisi. Nel 2005 fu ingaggiato dal FK Mosca. Il 23 febbraio 2010 lo Zenit acquistò il giocatore e lo mise sotto contratto con un quadriennale.

### Nazionale
Zhevnov vanta oltre 30 presenze nella Nazionale della Bielorussia. Il 3 settembre 2010 Zhevnov fu il capitano della propria Nazionale durante la vittoria per 1-0 contro la Francia. La Bielorussia tuttavia non ha partecipato a nessun torneo continentale o mondiale.

## Palmarès

### Club
- Campionato bielorusso: 2

MPKC Mazyr: 1996
BATĖ Borisov: 2002
- Coppa di Bielorussia: 1

MPKC Mazyr: 1996
- Campionato russo: 1

Zenit San Pietroburgo: 2010
- Coppa di Russia: 1

Zenit San Pietroburgo: 2009-2010
- Supercoppa di Russia: 1

Zenit San Pietroburgo: 2011

### Individuale
- Calciatore bielorusso dell'anno: 1

2010